# Lachana ladakensis
Lachana ladakensis är en fjärilsart som beskrevs av Moore 1888. Lachana ladakensis ingår i släktet Lachana och familjen tofsspinnare. Inga underarter finns listade i Catalogue of Life.